# 엔베르 토흐티
엔베르 토흐티 부그다(1963년 ~ , 위구르어: أنور توهتي, 중국어 간체자: 安华托帝‧博格达, 정체자: 安華托帝‧博格達, 병음: Ānhuátuōdì Bógédá 안화퉈디보거다[*])는 중화인민공화국 신장 위구르 자치구에서 태어난 의사이자 반핵운동가로, 중국 공산당이 자행한 핵실험을 폭로한 것으로 유명한 인물이다.

## 생애
1963년에 신장 위구르 자치구의 위구르족 가정에서 출생한 토흐티는 본래 신장 위구르 자치구의 수도인 우루무치에 있는 병원에 근무하던 외과 의사였다. 그 와중에 암 판정을 받아 입원하는 환자들이 늘어나는 것을 이상히 여기던 토흐티는 신장 위구르 자치구 내의 암 발병률이 급증하는 것에 의문을 품고 조사하던 중에 중국 공산당 당국에 의해 자행된 핵무기 실험 계획인 596 계획에 대해서 알게 된다.
596 계획에 의한 핵실험이 진행되던 곳이 타클라마칸 사막 지대라는 점을 주목한 토흐티는 핵실험 장소에서 가까운 로프노르에서의 조사를 통해 핵실험 당시에 발생한 대량의 방사능 낙진이 암 발병률 급증의 원인임을 밝혀내고, 핵실험의 존재와 방사능 낙진에 수많은 위구르족이 노출된 사실을 영국의 방송국인 채널 4와의 취재를 통해 폭로하였다. 이로 인해, 중국 공산당으로부터 수시로 살해 위협과 협박에 시달린 토흐티는 영국으로 망명하였고, 현재까지도 영국에서 거주중이다.